# مرسيدس بنز الفئة سي إل كيه
مرسيدس بنز الفئة سي إل كيه (بالإنجليزية: Mercedes-Benz CLK-Class)‏ هي سيارة رياضية من صناعة مرسيدس بنز، أنتجت في 1996 وتوقف إنتاجها في 2009.

## معرض صور

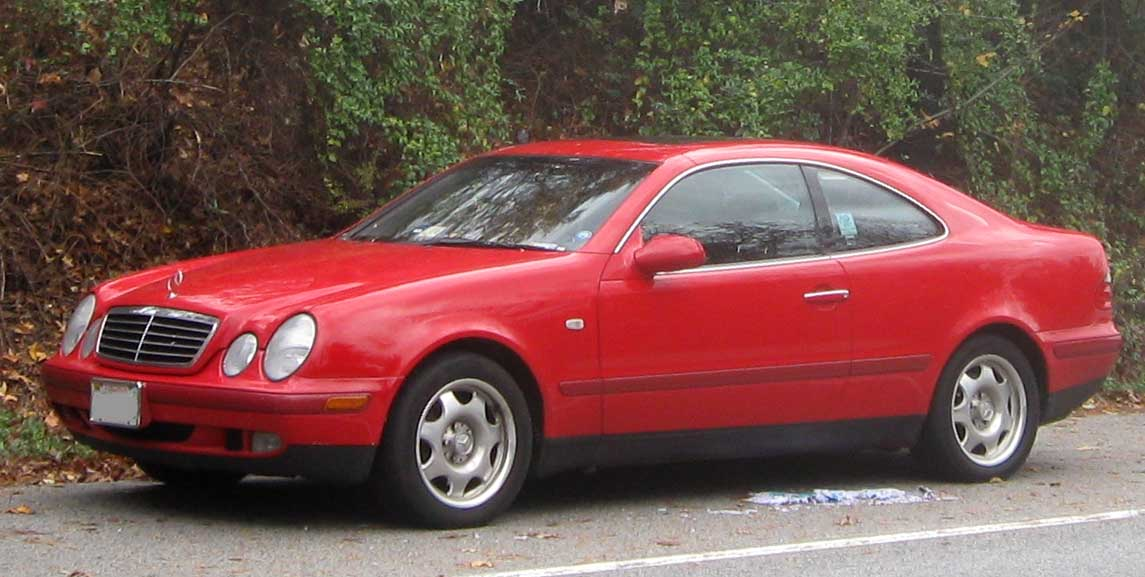
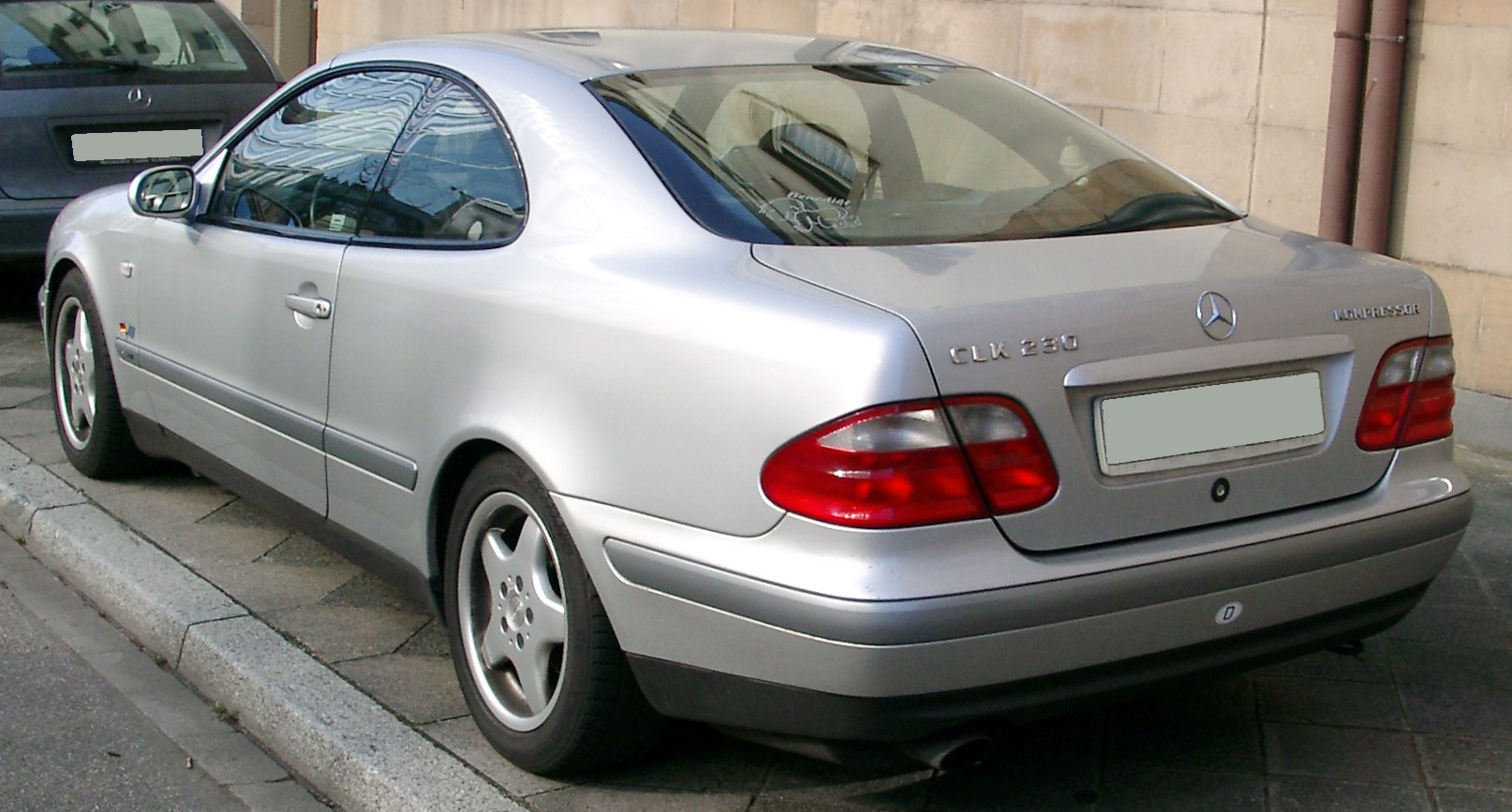
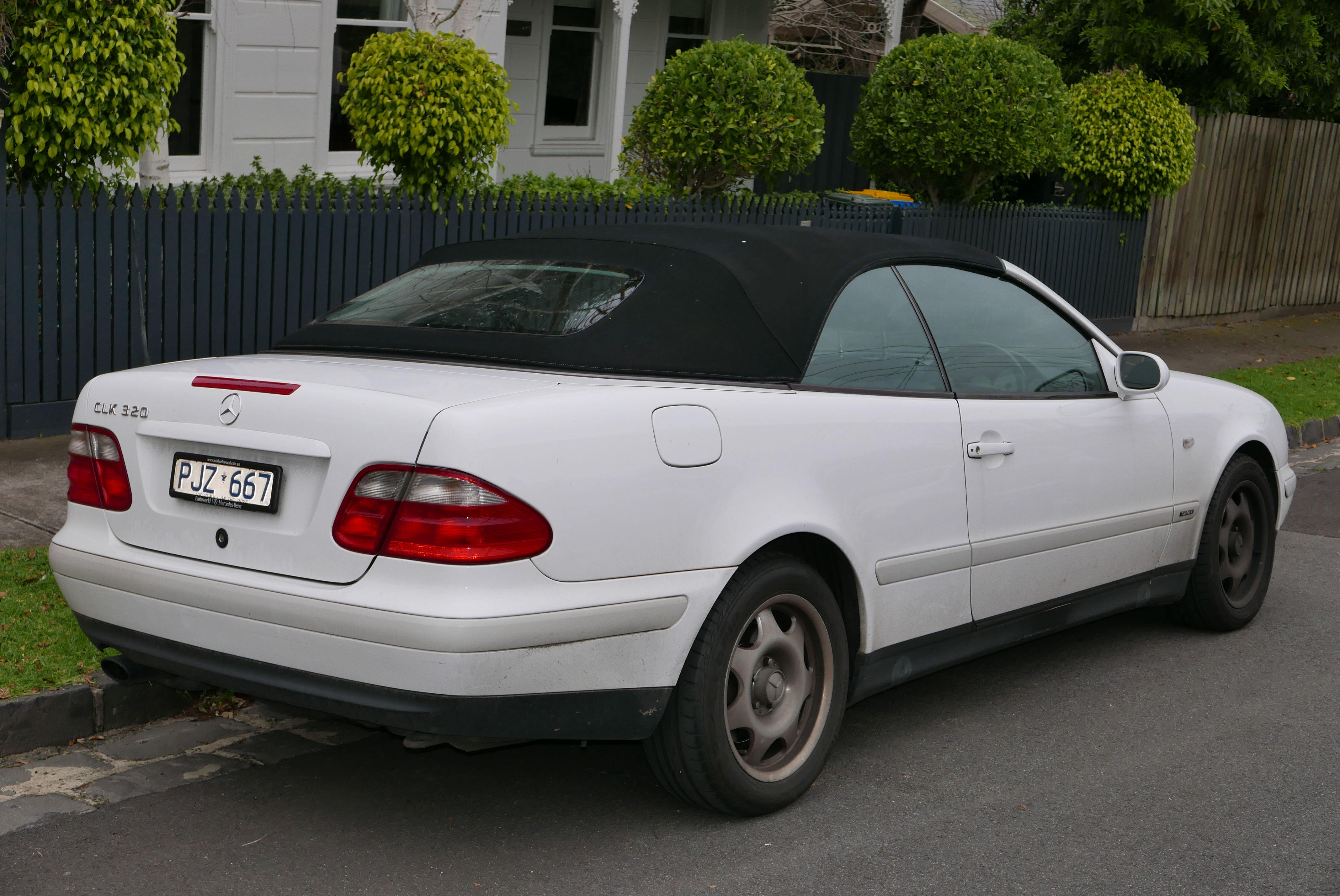